# تشارلز دبليو. دانا
تشارلز دبليو. دانا (بالإنجليزية: Charles W. Dana)‏ هو سياسي أمريكي، (و. 1837 – 1896 م). انتخب عضو جمعية ولاية كاليفورنيا.